# Gene Phillips
Gene Phillips (eigentlich Eugene Floyd Phillips, * 25. Juli 1915 in St. Louis; † 10. Januar 1990 in Lakewood (Kalifornien)) war ein US-amerikanischer Musiker des Jump Blues (Gitarre, Gesang), der seine größte Popularität in der R&B-Szene von Los Angeles in den Jahren um 1950 hatte.

## Leben und Wirken
Phillips spielte in St. Louis in den Bands von Dewey Jackson und Jimmy Powell. Später hatte er Unterricht bei Floyd Smith auf der Steelguitar. Um 1945 spielte er im Trio von Lorenzo Flennoy; Mitte des Jahres wirkte er bei Aufnahmen von Wynonie Harris und Jack McVea für Apollo mit. Ende 1945 nahm er mit in einer Band unter Leitung von Bob Mosely auf, in der u. a. Lucky Thompson, Marshall Royal, Lee Young und Charles Mingus spielten; die Bandsängerin war Marion Abernathy. Weitere Aufnahmen entstanden in dieser Zeit mit Duke Henderson, Wild Bill Moore, Joe Liggins, Amos Milburn, Lloyd Glenn, Johnny Otis, ab 1950 bei Percy Mayfield, Preston Love, Calvin Boze.
Unter eigenem Namen spielte er von 1947 bis 1950 für Modern Records mit seiner Band Gene Phillips and His Rhythm Aces eine Reihe von Titeln ein, u. a. Big Bill Broonzys „Just a Dream (On My Mind)“, „Big Fat Mama“, „Big Legs“, „Rock Bottom“ und „Stinkin' Drunk“. Bei den Aufnahmen wirkten u. a. der Trompeter Jake Porter, Schlagzeuger Al „Cake“ Wichard, ferner Maxwell Davis, Marshall Royal, Jack McVea, Bumps Myers, Willard McDaniel und Lloyd Glenn mit. Seine Aufnahmen für Modern waren von T-Bone Walker beeinflusst. Nach Tom Lord war er zwischen 1945 und 1955 an 34 Aufnahmesessions beteiligt.

## Diskographische Hinweise
- Gene Phillips and The Rockers (Crown, ed. 1963)
- Rock Bottom Blues (United)
- I Like 'Em Fat (Ace)
- Drinkin' and Stinkin’ (Ace, ed. 2003)